# 沖縄県道26号線
沖縄県道26号線（おきなわけんどう26ごうせん）は沖縄県沖縄市知花と字白川とを結ぶ一般県道。

## 概要

### 区間
- 起点・沖縄市知花（国道329号）
- 終点・沖縄市字白川（沖縄県道74号沖縄嘉手納線）
- 総延長・3.14km（実延長も同じ）

### 通過自治体
- 沖縄市

### 交差する路線
- 国道329号（起点）
- 国道331号（起点・国道329号と重複）
- 沖縄自動車道（沖縄市知花・通過のみ）
- 沖縄県道74号沖縄嘉手納線（終点）
- 沖縄県道16号線（終点・県道74号に重複）

### 主要施設
- 東南植物楽園（沖縄市登川）
- 倉敷ダム（沖縄市倉敷）
- 米軍基地
  - キャンプシールズ
  - 嘉手納基地

### 路線バス
以前は東陽バスの東南植物楽園線が知花 - 東南植物楽園入口交点間を通っていたが2004年（平成16年）に廃止され、現在は路線バスは乗り入れていない。

## 歴史
- 1972年（昭和47年）の本土復帰時に県道26号となった。なお、本土復帰前は公式な資料は残っていないが、当時は多くが基地内だったため、軍道26号線として指定され、復帰と同時に県道に移行された可能性が高い。